# Riksväg 10, Nederländerna

Sträckningen för nederländska riksväg 10.

Riksväg 10 (Rijksweg 10) i Nederländerna är en ringled runt Amsterdam. Hela ringleden är motorväg. Den korsar riksvägarna 1, 2, 4 och 8.

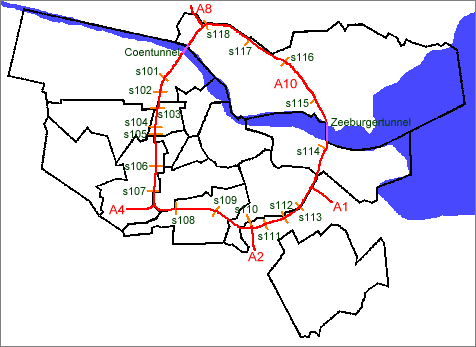
Mer detaljerad karta över ringleden